# パンチャー (護衛空母)
|          |                                             |
| 艦歴     |                                             |
| 発注     |                                             |
| 起工     | 1943年5月21日                               |
| 進水     | 1943年11月8日                               |
| 就役     | 1944年2月5日                                |
| 退役     | 1946年2月16日                               |
| 除籍     | 1946年3月12日                               |
| その後   | 民間へ売却、1973年廃棄                      |
| 性能諸元 |                                             |
| 排水量   | 7,800トン                                   |
| 全長     | 495' 8" (151.1 m)                           |
| 全幅     | 69' 6" (21.2 m)                             |
| 吃水     | 26' (7.9 m)                                 |
| 機関     |                                             |
| 最大速   | 17.5 ノット                                 |
| 航続距離 |                                             |
| 乗員     | 士官、兵員890名                             |
| 兵装     | 5インチ砲2門、連装40mm機銃4基、20mm機銃10基 |
| 搭載機   | 28                                          |

パンチャー (HMS Puncher, D79) は、イギリス海軍の護衛空母。その前身ウィラパ (USS Willapa, AVG/ACV/CVE-53) は、アメリカ海軍の護衛空母。ボーグ級航空母艦の1隻。

## 艦歴
ウィラパは海事委任契約の下ワシントン州タコマのシアトル・タコマ造船所で1943年5月21日に起工し、1943年11月8日に進水する。1944年2月5日にレンドリース法に基づきイギリス海軍へ移管され、カナダ兵が乗り組んだ。
艦はパンチャー (HMS Puncher, D79) と改名され、大西洋と地中海で、航空機要員を除いてカナダ海軍によって運用された。パンチャーはスカパフローで本国艦隊に配属され、当初は訓練を担当した。その後1944年にノルウェー沖で雷撃を受けた姉妹艦のネイボブ (HMS Nabob, D77) に代わって攻撃、船団上空護衛任務に就く。部隊にはアメリカ海軍のシャムロック・ベイ (USS Shamrock Bay, CVE-84) も所属し、パンチャーはムルマンスク／アルハンゲリスク航路での船団の上空護衛を6回行った。攻撃任務ではドイツにより占領されたノルウェーの製鉄所などの工業施設、ナルヴィクのような港湾施設に対しての攻撃を行った。
パンチャーに配属された航空隊はバラクーダ雷撃機、ファイアフライ戦闘爆撃機、アメリカ製のヘルキャット、アヴェンジャーなどを装備した。バラクーダはイギリス海軍が運用した航空機の中で最大の空母艦載機で、発艦にはロケットによる補助が必要であった。
海軍本部は戦後カナダに独自の空母を保有させることを決定した。パンチャーとネイボブはカナダ海軍の兵員によって運用され、両艦の乗員は後のカナダ空母のために運用の知識を学んだ。カナダ海軍にはその後ウォリアー (HMCS Warrior) 、マグニフィセント (HMCS Magnificent) 、ボナヴェンチャー (HMCS Bonaventure) が就役した。
パンチャーは1946年2月16日にバージニア州ノーフォークで退役し、同日アメリカ海軍に返還される。アメリカ海軍では現役任務を行わず、1946年3月12日に除籍された。
艦は最初1947年1月9日にニューヨーク市のウィリアム・B・セント・ジョンに売却され、その後2月4日にイギリスの会社に転売、商船に改装された。艦はMuncaster Castle、Bardic、Ben Nevisと改名し、1973年に台湾で廃棄された。